# ميشيل دوناوي
ميشيل دوناوي (بالإنجليزية: Michele Dunaway)‏ (14 يوليو 1965، سانت لويس في الولايات المتحدة)؛ مُدرسة وروائية أمريكية.